# Ángel Gómez
José Ángel Gómez Gómez (Torrelavega, 13 mei 1981) is een Spaans voormalig wielrenner.

## Belangrijkste overwinningen
2003
- 2e etappe Vuelta a Alicante
- 1e etappe Vuelta Ciclista a Valladolid
- Eindklassement Vuelta Ciclista a Valladolid
- 5e etappe deel B Circuito Montañés
- 4e etappe Vuelta a Tenerife

## Resultaten in voornaamste wedstrijden
| Jaar | Milaan-San Remo | Ronde van Vlaanderen | Parijs-Roubaix |  | Wereldranglijsten |
| ---- | --------------- | -------------------- | -------------- |  | ----------------- |
| 2005 |                 |                      |                |  |                   |
| 2006 | 54e             |                      | 110e           |  | 23e (UPT)         |
| 2007 | 70e             |                      | 54e            |  | 169e (UPT)        |
| 2008 | 35e             |                      |                |  |                   |